# Lịch sử kiến trúc
| Lịch sử kiến trúc phương Tây |
| Kiến trúc thời kì đồ đá      |
| Kiến trúc Ai Cập cổ đại      |
| Kiến trúc Lưỡng Hà           |
| Kiến trúc cổ điển            |
| Kiến trúc Hy Lạp cổ đại      |
| Kiến trúc La Mã cổ đại       |
| Kiến trúc thời Trung Cổ      |
| Kiến trúc Byzantine          |
| Kiến trúc Romanesque         |
| Kiến trúc Gothic             |
| Kiến trúc Phục Hưng          |
| Kiến trúc Baroque            |
| Kiến trúc Rococo             |
| Kiến trúc Tân cổ điển        |
| Kiến trúc hiện đại           |
| Kiến trúc hậu hiện đại       |
|                              |
| Các mục từ                   |

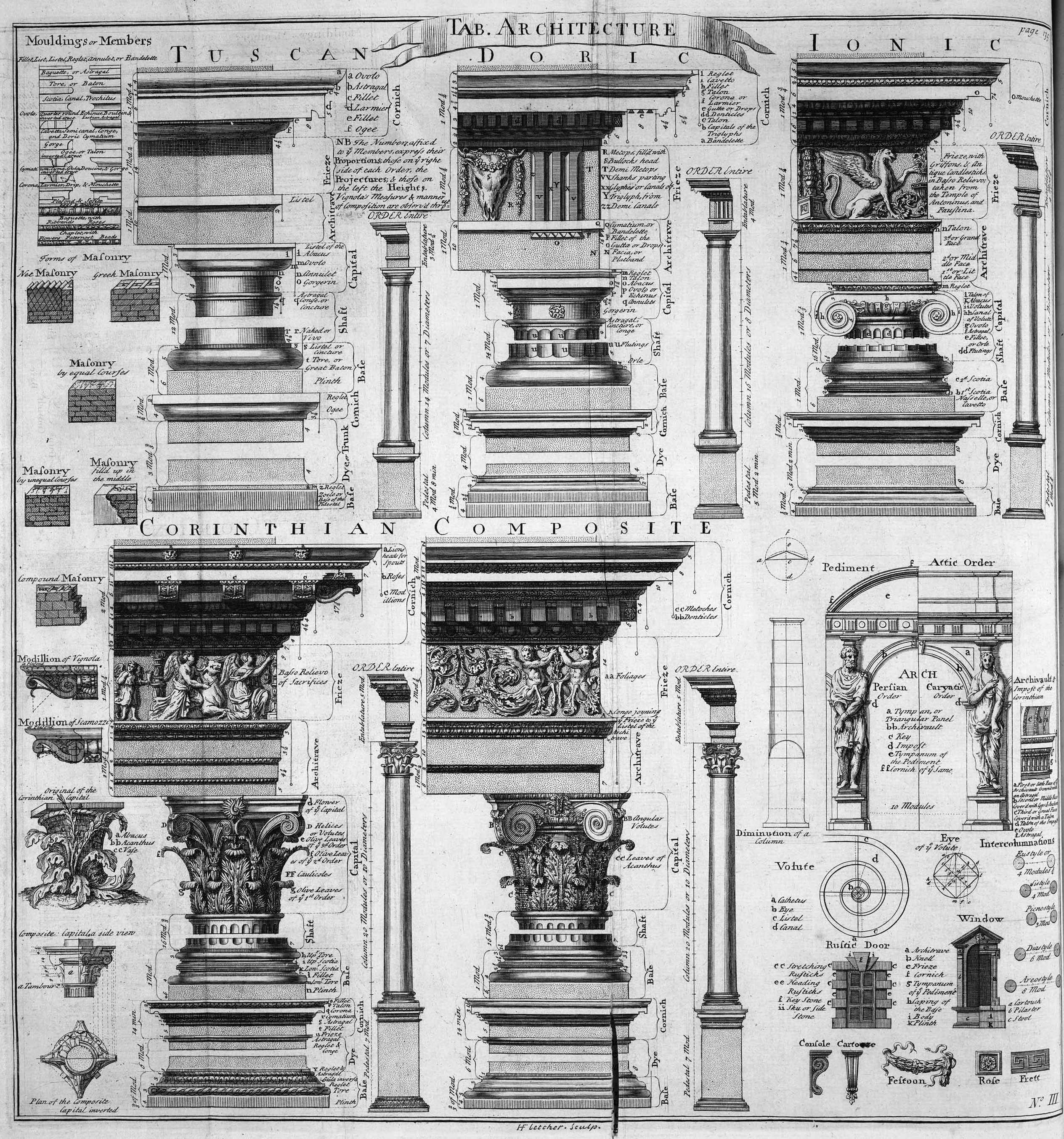
Bách khoa toàn thư về kiến trúc xuất bản năm 1729

Lịch sử kiến trúc nghiên cứu sự phát triển và lịch sử của nền kiến trúc thế giới thông qua việc nghiên cứu các ảnh hưởng ở các góc độ khác nhau như nghệ thuật, văn hoá, chính trị kinh tế và kĩ thuật. 
Nhìn chung, nhiệm vụ của lịch sử kiến trúc là phải xây dựng được mối quan hệ giữa ý nghĩa biểu cảm vô hình của công trình kiến trúc (ngữ nghĩa, chức năng, biểu tượng...) với sự thể hiện hữu hình của các đối tượng kiến trúc (kích thước, vật liệu, thành phần của kiến trúc...) và đặt vào trong một nghiên cứu tổng thể của thời điểm lịch sử.
Lịch sử kiến trúc, cũng như bất kì một ngành nghiên cứu lịch sử có nguyên tắc nghiên cứu về sự giới hạn và sự tiềm ẩn của lịch sử. Điều đó có nghĩa là dưới một cùng một sự kiện chúng ta có thể có nhiều cách nhìn nhận và suy diễn khác nhau, phụ thuộc vào hoàn cảnh quan sát. Từ đó cho phép nảy sinh ra một số lượng lớn các quan điểm nghiên cứu về lịch sử kiến trúc, đặc biệt ở phương Tây
Vào thế kỉ 19, kiến trúc Cổ điển được nhìn nhận từ góc độ hình thức, nhất mạnh xuống đặc điểm hình thái của hình thức, kĩ thuật và vật liệu. Thời kì này cũng chứng kiến sự xuất hiện các kiến trúc sư riêng lẻ, sự pha trộn của các luồng tư tưởng mà sau này sẽ trở thành chủ đề cho các phong trào nghệ thuật. Trên những bình diện đó, lịch sử kiến trúc là một nhánh phân ngành của lịch sử nghệ thuật, tập trung vào lịch sử phát triển tiến hóa của các nguyên tắc và phong cách thiết kế công trình và thiết kế đô thị.
Dưới ảnh hưởng của sự đa nguyên Hậu Hiện đại, các nhà lý thuyết gần đây cố gắng mở rộng kiến trúc ra những diễn dịch mới đa dạng hơn. Những lý thuyết ngôn ngữ (linguistic) thịnh hành trong giữa thập niên 1990 cố gắng nhìn nhận các thành tố kiến trúc nhưng một ngôn ngữ độc lập, đóng góp và sự phát triển của Lý luận Phê bình (Critical Theory). Các nghiên cứu về Chú giải Ngôn ngữ (Hermeneutics) đóng góp những khía cạnh khác cho lịch sử kiến trúc và các bản tính trọng điểm của kiến trúc được xem như những hiện tượng. Tất cả đều tìm cách tiếp cận và xác định kiến trúc như một dạng của ngôn ngữ. Hai cách nhìn nhận đó khác nhau ở các khái niệm tham khảo, trong khi Lý thuyết Phê bình chủ yếu mang tính tự tham chiếu các đặc điểm cá nhân (seft-referential), còn Chú giải ngôn ngữ nặng về nghiên cứu bối cảnh tình huống (contextual).
Xu thế chung của thời đại có thể xem như một phản ứng với các quan điểm siêu hình, nặng tính lý thuyết  trước đó, cũng những ưu thế của những biểu hiện siêu hiện đại trong quá trình toàn cầu hóa, hậu tư bản (late capitalism) và dân chủ tự do mới (neo-liberal democracy). Sự gia tăng nhận thức dưới ảnh hưởng của chủ nghĩa thuộc địa cũng thúc đẩy quá trình xem xét lại về kiến trúc ở các quốc gia thuộc địa hóa và tìm kiếm sự giải phóng khỏi những quan điểm lý thuyết và thực hành không phù hợp của phương Tây.
Dưới ảnh hưởng của quá trình thuộc địa và sự ưu thế của văn hóa phương Tây, vấn đề lại càng trở nên phức tạp hơn. Các nhà viết sử Hậu Hiện đại đang cố gắng xác định cốt lõi của vấn đề. Tuy nhiên do tầm vóc quá lớn, người ta vẫn chưa tìm thấy được một sự đồng thuận của các nhà viết sử, thậm chí quan điểm của cá nhân đôi khi cũng không thống nhất, biến đổi theo thời gian. Nhưng có thể nói rằng, lịch sử kiến trúc phản ánh sự phát triển chung của lịch sử nhân loại.

## Thời kì đồ đá
Xem bài chính:Kiến trúc thời kì đồ đá

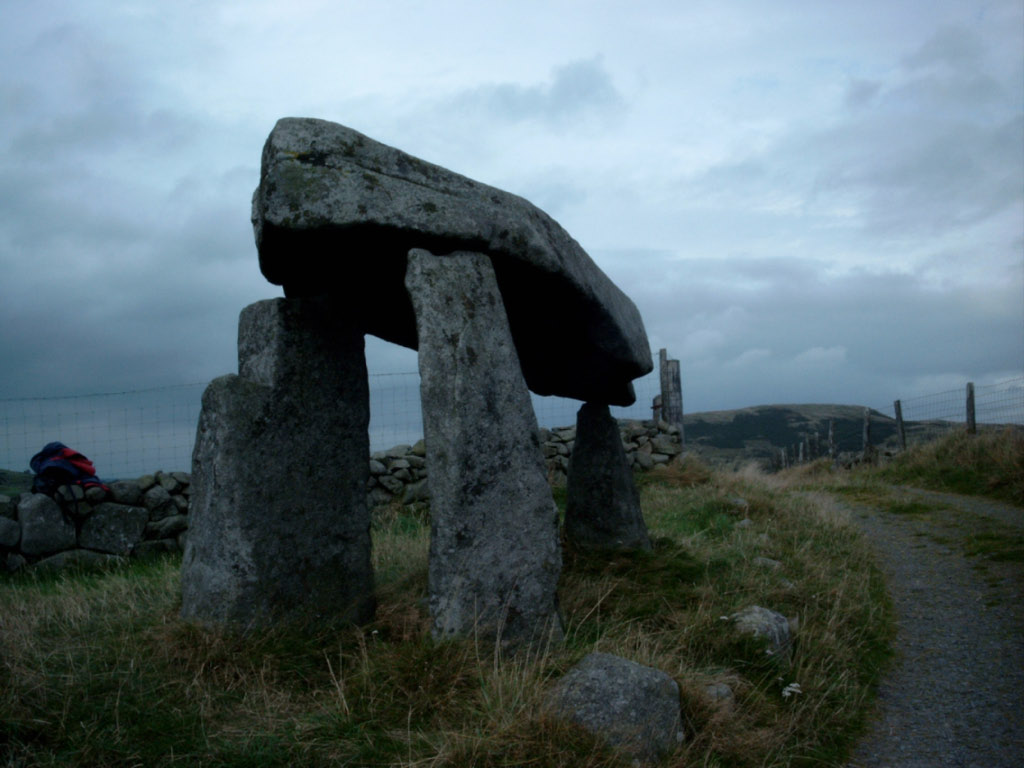
Mộ đá (dolmen) ở Ireland

Ở Tây Nam Á, thời kì đồ đá trong lịch sử kiến trúc bắt đầu từ khoảng 10000 năm trước Công nguyên ở vùng Cận Đông (levant), từ thời kì Tiền đồ sứ Đồ đá mới A và Tiền đồ sứ Đồ đá mới B (Pre-Pottery Neolithic A/Pre-Pottery Neolithic B) và mở rộng ra hướng đông và hướng tây. Thời kì văn minh Đồ đá mới ở Đông nam Anatolia, Syria và Iraq vào khoảng 8000 năm trước Công nguyên. Hình thái xã hội hái lượm bắt đầu từ 7000 năm trước Công nguyên ở Đông Nam châu Âu, và ở Trung Âu vào khoảng 5500 năm trước Công nguyên. Ở châu Mỹ và châu Đại Dương, người thổ dân bản địa vẫn còn ở thời kì đồ đá cho đến khi người châu Âu khám phá ra họ.
Các cư dân thời Đồ đá ở Cận Đông, Anatolia, Syria, phía nam bình nguyên Lưỡng Hà và Trung Á là những nhà xây dựng vĩ đại. Họ đã biết sử dụng gạch-bùn để xây nhà ở và các ngôi làng. Ở Çatalhöyük, người ta đã biết trang trí nhà cửa với những tranh vẽ tạo hình người và thú vật. Ở Trung Âu, các căn nhà dài bằng phên liếp đã được xây dựng. Các khu mộ tỉ mỉ cũng được cũng xây dựng. Đặc biệt, ngày nay vẫn còn hàng ngàn ngôi mộ như vậy ở Ireland. Người thời Đồ đá mới ở quần đảo Anh cũng xây dựng những nấm mồ và phòng mộ cho mình và các trại tường đất đắp (causewayed camps), các vòng tròn đá (henges flint mines) và các đài đá lớn hình tròn (cursus monuments).

## Kiến trúc Cổ đại

### Kiến trúc Ai Cập cổ đại
Xem bài chính:Kiến trúc Ai Cập cổ đại

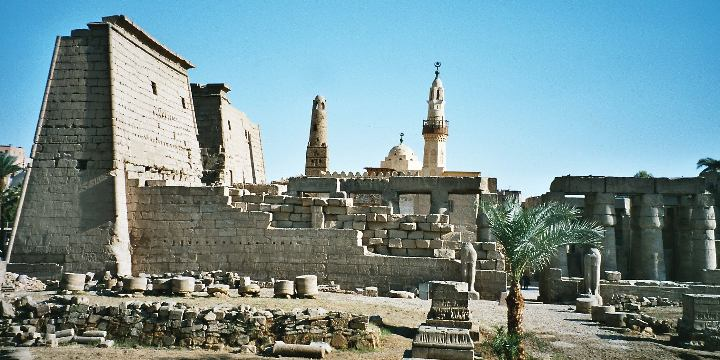
Đền Luxor ở Ai Cập

Nhà nước Ai Cập cổ đại là một trong những nhà nước ra đời sớm nhất ở lưu vực sông Nil vùng đông bắc châu Phi. Nền văn minh Ai Cập cổ đại là một trong những nền văn minh cổ xưa nhất và rực rỡ nhất của nhân loại. Những người Ai Cập cổ đại đã để lại cho hậu thế một di sản kiến trúc đồ sộ, trong số đó như tượng Nhân sư Spinx và các Kim tự tháp là những công trình kiến trúc đồ sộ nổi tiếng trên toàn thế giới.
Kiến trúc Ai Cập cổ đại chủ yếu là các đền đài tôn giáo với các cấu trúc khổng lồ và sự thần bí của không gian, được xác định bởi các bờ tường dày và dốc với ít lỗ mở. Đây có thể là ảnh hưởng từ phương pháp xây dựng cũ để tạo độ ổn định của tường bằng bùn. Tương tự như vậy, các vệt khắc chạm trên bề mặt và các chi tiết trang trí bề mặt tường công trình bằng đá có thể xuất phát từ cách trang trí cho tường bùn đất. Mặc dù, kết cấu vòm được phát triển trong triều đại thứ tư, tất cả các công trình khổng lồ đều sử dụng kết cấu lanhtô và cột trụ, với mái bằng xây dựng từ các tảng đá khổng lồ đỡ bằng tường ngoài và các cột xếp gần sát nhau.

### Kiến trúc Lưỡng Hà
Xem bài chính:Kiến trúc Lưỡng Hà

### Kiến trúc Hy Lạp cổ đại
Xem bài chính:Kiến trúc Hy Lạp cổ đại
Kiến trúc Hy Lạp cổ đại ra đời và hình thành trên một vùng đất đai rộng lớn, bao gồm miền Nam bán đảo Balkans, các đảo nhỏ ở vùng biển Aegaeum (Αιγαίον, Aigaion), khu vực Tiểu Á, vùng ven Hắc Hải, Ý, Sicilia, Pháp, Tây Ban Nha và Ai Cập.

### Kiến trúc La Mã cổ đại
Xem bài chính:Kiến trúc La Mã cổ đại

### Kiến trúc Byzantine
Xem bài chính:Kiến trúc Byzantine
Là một phong cách kiến trúc xuất phát từ Constantinopolis, thủ đô của đế chế La mã phương Đông (330-1453).

### Kiến trúc Ba Tư
xem bài:Kiến trúc Iran

## Kiến trúc Á Đông

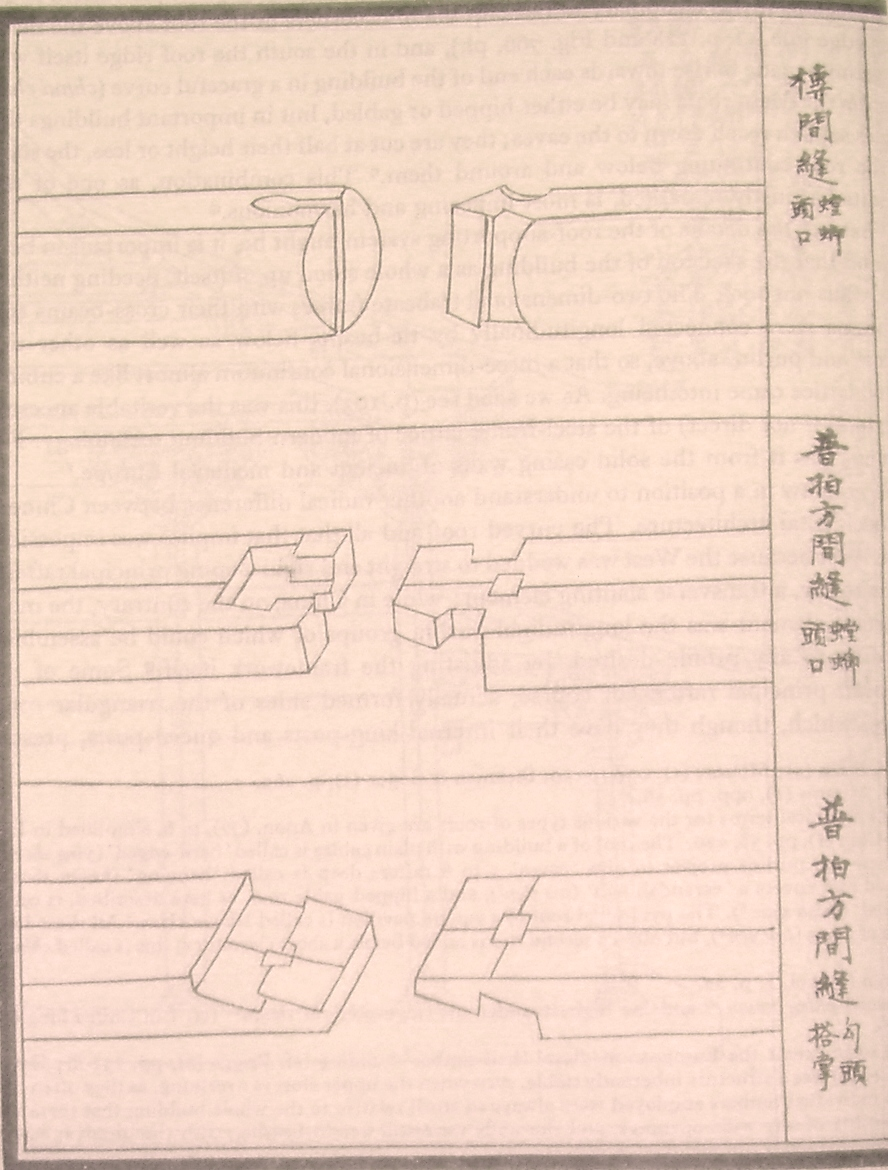
Doanh tạo pháp thức 營造法式 (1100) - một trong những cuốn sách cổ nhất viết về kiến trúc ở Trung Quốc

Kiến trúc truyền thống Á Đông phần nhiều bị ảnh hưởng bởi phong cách kiến trúc của Trung Hoa, nền văn minh lâu đời nhất ở Đông Á. Các công trình kiến trúc Á Đông truyền thống thường sử dụng gỗ làm vật liệu chính để xây dựng hệ kết cấu chịu lực cho công trình và dùng sức nặng từ mái ngói của công trình để tạo sự chắc chắn. Tại từng quốc gia và từng thời kỳ mà phong cách kiến trúc có sự thay đổi nhất định. Trong thời kỳ hiện đại, kiến trúc Á Đông đã ít sử dụng gỗ hơn và du nhập nhiều ảnh hưởng từ kiến trúc phương Tây cũng như phong cách kiến trúc hiện đại trên toàn thế giới để dùng trong cuộc sống thường nhật. Tuy nhiên các quốc gia như Trung Quốc và Nhật Bản vẫn bảo lưu được rất nhiều những công trình kiến trúc đặc sặc mang phong cách truyền thống Á Đông. 

Kiến trúc Á Đông truyền thống đến hiện đại
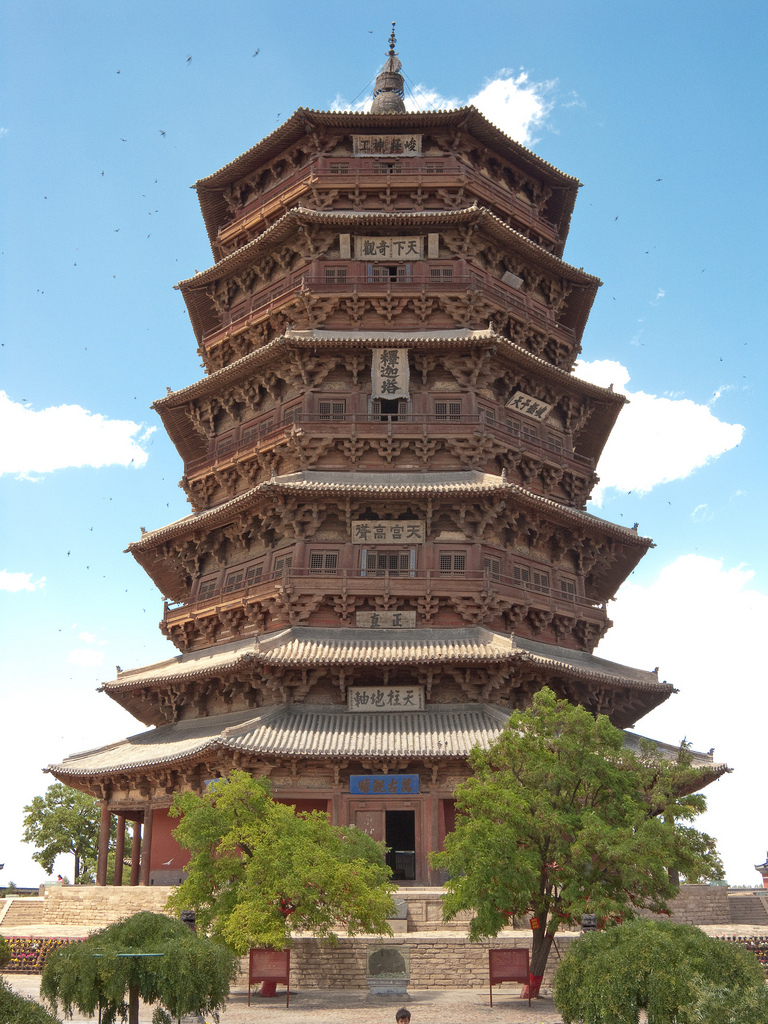
Tháp Phật thời Tống-Liêu Trung Quốc
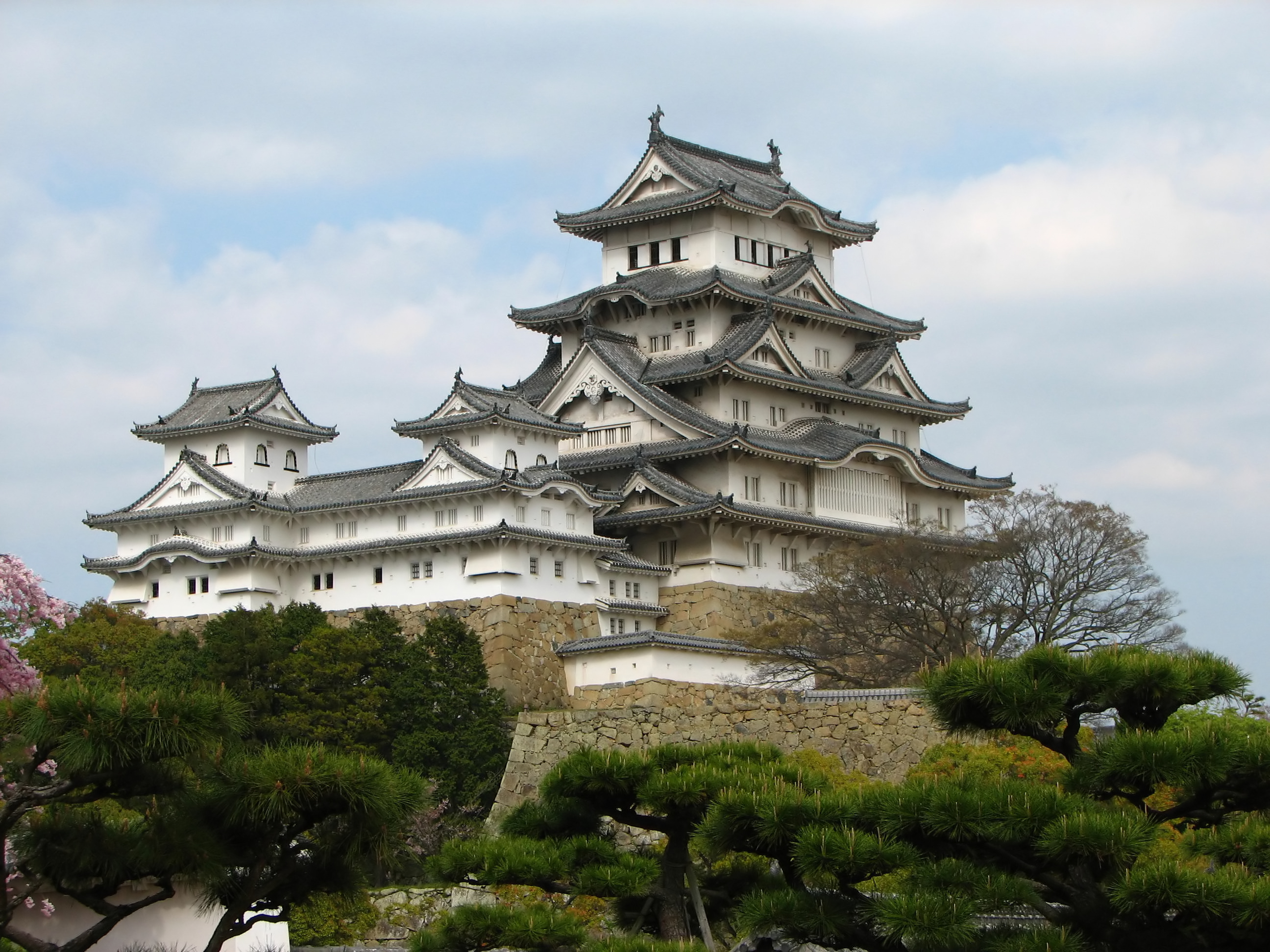
Lâu đài Himeji Nhật Bản
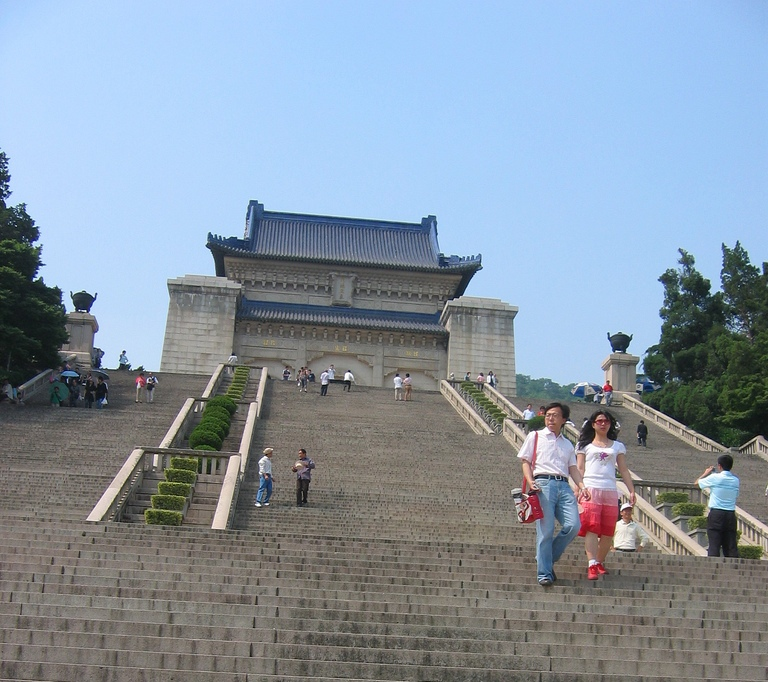
Lăng Tôn Trung Sơn
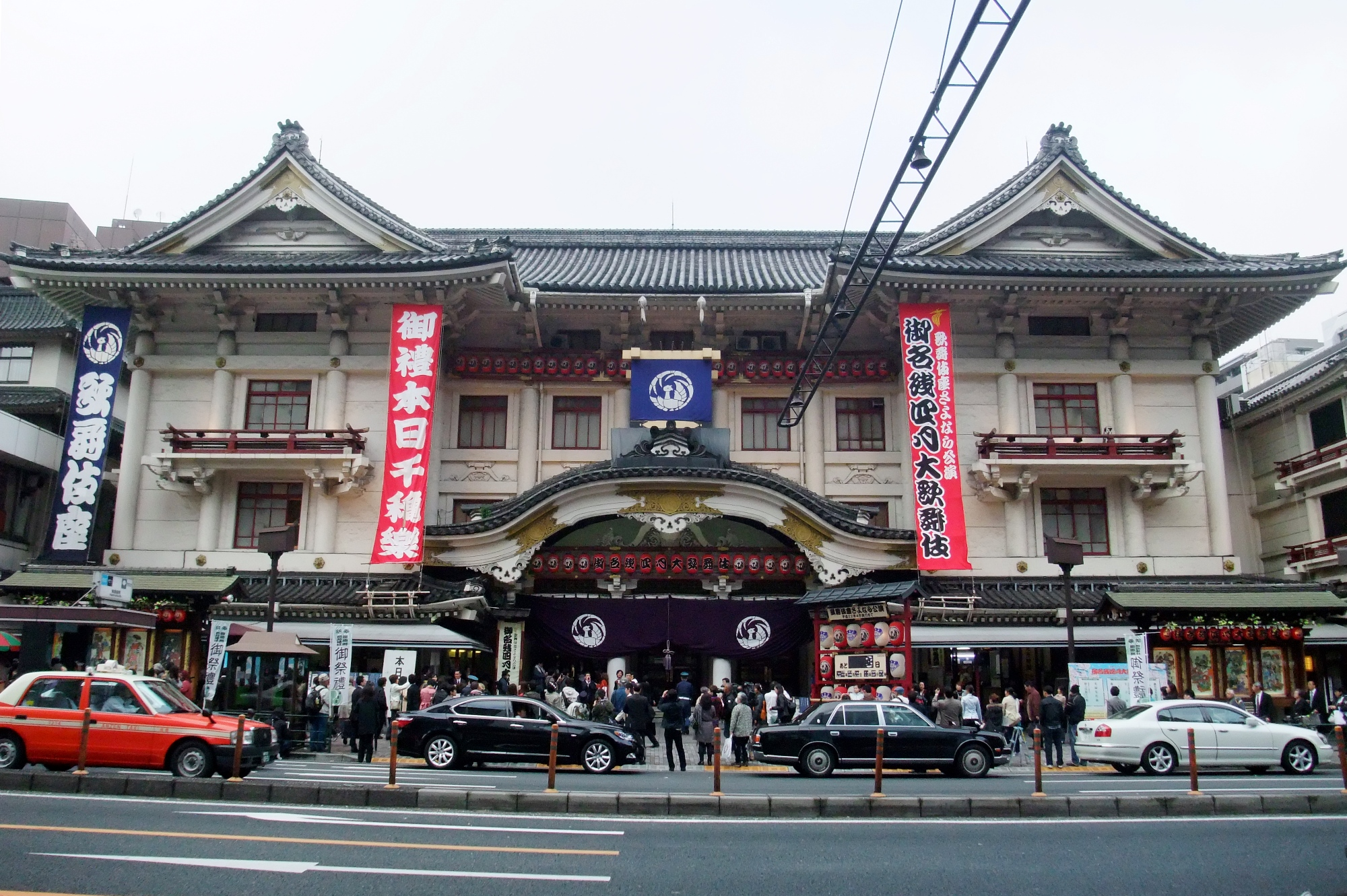
Nhà hát Kabuki-za Nhật Bản
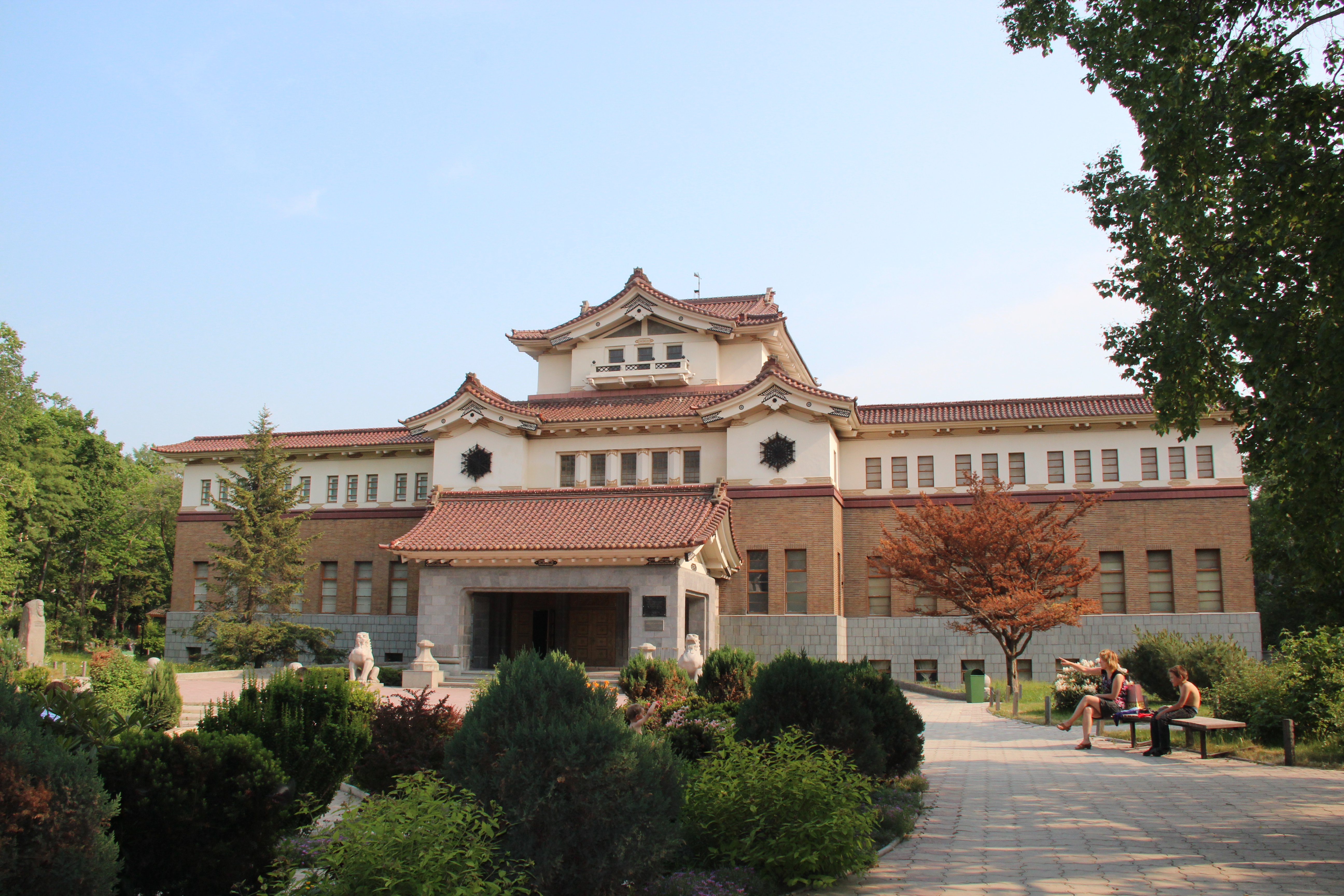
Bảo tàng Yuzhno-Sakhalinsk, Nga

## Lịch sử kiến trúc châu Âu

### Kiến trúc thời Trung cổ
Các kiến trúc thế tục còn tồn tại chủ yếu là liên quan đến quốc phòng, chủ yếu là các lâu đài.

### Kiến trúc La Mã
Kiến trúc La Mã là thời kỳ kiến trúc phổ biến tại châu Âu vào thế kỷ 11 và 12